# Frank Eberlein
Frank Eberlein (* 1969 in Naumburg) ist ein deutscher Journalist, Moderator, Redakteur, Reporter, Autor und bekannt als Fan der Olsenbande.

## Leben
Eberlein arbeitet als Redakteur und Moderator beim Radio, so beispielsweise bei Stimme der DDR, bei Radio Aktuell, beim Berliner Rundfunk und beim Mitteldeutschen Rundfunk (MDR). Er moderiert unter anderem jeden Freitag den „80er-Hitabend“ bei MDR Sachsen-Anhalt.
Bekannt wurde er vor allem durch seine Publikationen zur dänischen Filmreihe Die Olsenbande. Diese gelten als Standard-Werke zum Genre der Olsenbande, bis allgemein hin zum dänischen Film. In jahrelanger Arbeit trug er ein umfassendes Archiv zur Olsenbande und deren Darstellern und Machern zusammen. 1996 veröffentlichte er mit Frank-Burkhard Habel sein erstes Buch über die Olsenbande. Im dänischen Buch "Skidegodt Egon! 30 år med Olsen-Banden" wird er als ultimativer Fan bezeichnet. Er begleitete die Dreharbeiten zum vierzehnten und letzten Film der Reihe, Der (wirklich) allerletzte Streich der Olsenbande, der 1998 entstand und in dem er auch einen Gastauftritt hatte. Damit ist er der einzige deutsche Darsteller, der je einen Auftritt in der "Olsenbande"-Filmreihe hatte. Weitere umfangreiche Ergänzungen zur Olsenbande veröffentlichte er in der 2000 erschienenen erweiterten Neuausgabe seines Fanbuchs. Im Jahr 2001 erschien von ihm ein weiteres Buch, das den Titel Das große Lexikon der Olsenbande trägt. Seit 2009 veröffentlichte Eberlein bei der Verlagsgruppe Weltbild mehrere Medienkombinationen (aus Buch und CD bestehend) zu verschiedenen Themen der Musik, speziell aus der DDR und Osteuropa. Eberlein ist auch als Berater, Redakteur und Autor für die Musikindustrie tätig, beispielsweise für die Firmen Sony Music Entertainment, EMI Music und Universal Music.

## Werke
- Die Olsenbande. Das große Buch für Fans. (mit Frank-Burkhard Habel), Schwarzkopf und Schwarzkopf, Berlin 1996, ISBN 3-89602-056-0.
- Die Olsenbande. Das große Buch für Fans. Erweiterte Neuausgabe  mit einem Drehbericht vom 14. Olsenbande-Film „Der (wirklich) allerletzte Streich der Olsenbande“ und einem Interview mit Jes Holtsø alias Børge, Schwarzkopf und Schwarzkopf, Berlin 2000, ISBN 3-89602-346-2.
- Das große Lexikon der Olsenbande. Tuborg, Talkum, tausend Dinge. Mächtig gewaltige Informationen über die Olsenbande, die so geheim sind, daß niemand weiß, ob man überhaupt wissen darf, daß man das gar nicht wissen darf …. Schwarzkopf und Schwarzkopf, Berlin 2001, ISBN 3-89602-361-6.